# Pluskwiaki równoskrzydłe
Pluskwiaki równoskrzydłe (Homoptera) – w tradycyjnej klasyfikacji zoologicznej rząd (dawniej podrząd) pluskwiaków (Hemiptera), liczący około 42 500 gatunków, które mają zwykle dwie pary błoniastych skrzydeł (częste są formy bezskrzydłe) i żywią się głównie wysysanym sokiem roślin. Posiadają odnóża typu krocznego, aparat gębowy kłująco-ssący, u niektórych uwsteczniony. Przechodzą przeobrażenie niezupełne z licznymi modyfikacjami. Badania morfologiczne i analiza DNA (Wheeler et al. 1993; Campbell et al. 1994, 1995; Sorensen et al. 1995; von Dohlen i Moran 1995) wykazały, że Homoptera jest taksonem parafiletycznym. Tymczasowo został zastąpiony podziałem na podrzędy:
- Sternorrhyncha – piersiodziobe
- Auchenorrhyncha – piewiki
- Coleorrhyncha

Możliwe są dalsze zmiany w klasyfikacji tej grupy pluskwiaków.

## Biblioteka
- Czesław Jura: Bezkręgowce : podstawy morfologii funkcjonalnej, systematyki i filogenezy. Warszawa: Wydawnictwo Naukowe PWN, 2007. ISBN 978-83-01-14595-8. Brak numerów stron w książce
- Dimitri Forero. The systematics of the Hemiptera. „Revista de la Sociedad Colombiana de Entomologia”. 34 (1), s. 1-21, 2008. (ang.). (pdf)